# Ferrovia Palmanova-San Giorgio di Nogaro
La ferrovia Palmanova-San Giorgio di Nogaro è una linea ferroviaria dismessa che correva interamente nella regione del Friuli-Venezia Giulia, nella provincia di Udine.

## Storia
Il tratto ferroviario Palmanova-San Giorgio di Nogaro è stato aperto il 26 agosto 1888 Prima della chiusura transitavano 2 treni passeggeri, uno verso San Giorgio di Nogaro e uno per Palmanova.Nel 1997 venne sospeso il servizio viaggiatori, tuttavia la linea rimase formalmente attiva fino al 2004. Prima della sospensione definitiva, vi transitava qualche tradotta merci tra San Giorgio di Nogaro e Udine.
Nel 2006 il binario è stato quasi totalmente rimosso. Nel 2017 una parte della linea è stata restaurata per i lavori dell'alta velocità che utilizzeranno parte del tracciato.

## Caratteristiche
La linea era a binario unico. Sulla linea transitano solo alcune autocorse nei giorni feriali invernali che permettono di raggiungere Palmanova ed avere una coincidenza con i treni per Udine. Negli ultimi anni di servizio la maggior parte dei treni non erano limitati tra San Giorgio di Nogaro e Palmanova, ma proseguivano facendo capolinea a Latisana/ Portogruaro e Udine.

### Percorso
| Continuation backward |

|  | Unknown route-map component "eABZg+l" | Unknown route-map component "exCONTfq" |

| Station on track |

|  | Unknown route-map component "xABZgl" | Unknown route-map component "CONTfq" |

|  | Unknown route-map component "exBUE" |

| Unknown route-map component "exSKRZ-Mu" |

| Unknown route-map component "exCONTgq" | Unknown route-map component "exABZgr" |  |

| Unknown route-map component "exHST" |

|  | Unknown route-map component "exBUE" |

|  | Unknown route-map component "xABZg+l" | Unknown route-map component "CONTfq" |

| Station on track |

| Continuation forward |